# にしこくん
にしこくんは、武蔵の国・東京都国分寺市西国分寺出身のゆるキャラである。ゆるキャラグランプリ2011で3位入賞。

## プロフィール
武蔵の国・国分寺跡から発掘された“あぶみ瓦”がモチーフの、丸いグレーの顔からにょきっと出た足がチャームポイントの妖精。
“ゆるい”をテーマに、SNS発信や多数のイベント出演、テレビ・CM出演、企業コラボレーション等を行い、出会う人々を愉しませている。
- 名前：にしこくん
- 種類：あぶみ瓦
- 誕生日：2010年10月12日
- 出身：西国分寺
- 口癖：語尾が「ブン」もしくは「ブーン」
- 性格：ゆるい。謙虚でやさしい
- 星座：てんビン座
- 血液型：注射針が刺さらないため不明
- 身長・体重：5t
- 悩みごと：カラー写真で撮っても、なぜか自分だけモノクロに写ること
- 好きなマンガ：魔法陣グルグル
- 特技：足ギュッ♡（にしこくんいわく｢足ハグ」）
- 趣味：ゆるく過ごすこと
- 特徴：丸いグレーの顔から、にょきっと足が出たチャーミングな姿
- 格好：（中の人は）グレーのTシャツまたは、グレーのタイツを履いた状態で、上に手を上げ（ばんざーい）で、ズボンを履いてないので、裸足又は靴下の上からグレーのタイツを履いている。

## 概要

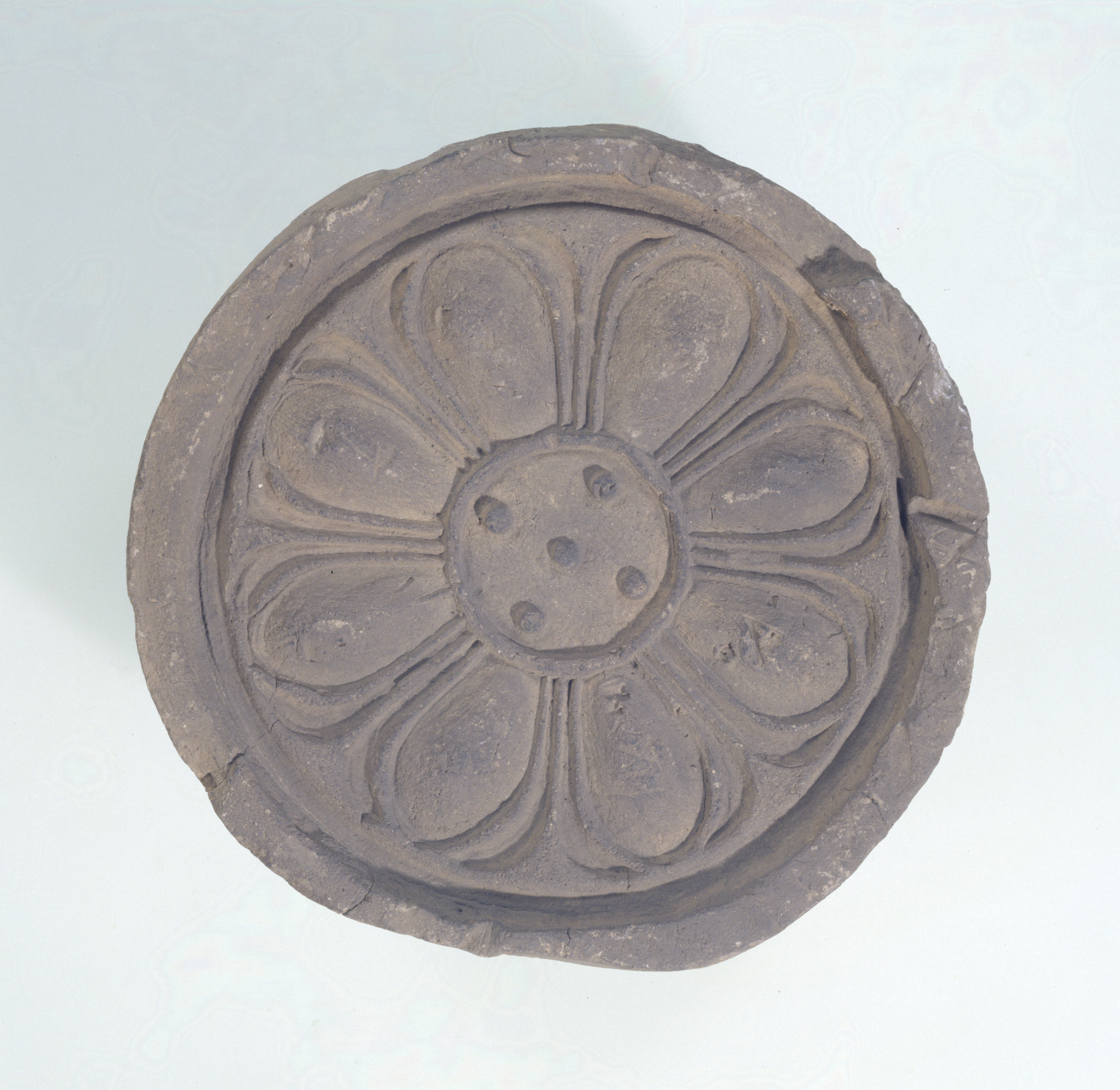
武蔵国分寺跡出土の単弁蓮華文軒丸瓦（東京国立博物館所蔵）

デザイナーである西尾有未が過去に住んでいた町への恩返しにと、散歩道で見かけた鐙瓦（あぶみがわら、軒丸瓦とも）をモチーフとしてデザインしたキャラクターをデビューさせた事がはじまりである。なお、鐙瓦は武蔵国分寺跡から出土したものが存在する。
姿は円形鐙瓦の上半身から2本の脚のみが出ている。みうらじゅんは、その姿をプリティー素と表現している。
にしこくんの仲間「いろこくん」や、親友の黒猫のクロちゃんなど、にしこくんに関連して登場するキャラクターは全て西尾が描いている。
なお、西国分寺という地名は国分寺市には存在せず、おおまかに西国分寺駅界隈が「西国分寺」と認知されている。

## 歴史
- 2010年10月12日 - Twitter開始、この日を生誕日としている[7]。
- 2011年11月27日 - ゆるキャラグランプリ2011にて3位入賞を果たした。
- 2012年11月23日 - TOKYO マスコット COLLECTION 2012 の人気投票で1位となる。
- 2012年11月25日 - ゆるキャラグランプリ2012にて865体中44位となる。この結果はエントリーが大幅に遅れたことが原因に挙げられている[7]。東京都内を本拠地とするご当地キャラクターでは最高位であった。
- 2012年12月19日 - 初のファンブック『ブンブンブック にしこくん』（ISBN 978-4062181570）が講談社より刊行された[7]。
- 2012年2月17日 - ゆるキャラグランプリ2012優勝の「バリィさん」とのコラボレーショングッズを発表。
- 2013年5月2日 - にしこくんcafeが期間限定で西国分寺にオープンした。
- 2013年6月25日 - 東京ヤクルトスワローズ vs 横浜DeNAベイスターズ の始球式を務める。
- 2013年10月 - にしこくんのオンリーショップ「瓦屋 -KAWARAYA-」が楽天市場にオープンする。
- 2013年10月 - カピバラさんとのコラボレーショングッズ10種を発表。
- 2013年11月24日 - ゆるキャラグランプリ2013で約1700体中40位に健闘。組織票合戦が繰り広げられる中、独自にtwitter上にて「ブンブンタイム」と称したイベントを行いフォロワーと共に自身のグランプリ参加を盛り上げた。
- 2013年11月 - 単独では初となるスマートフォンゲーム「瓦RUN!(カワラン)」をMutations Studioよりリリース。
- 2013年12月 - にしこくんの顔型のスイーツ「かわらやき」を発表。販売初日には1000個を完売した。
- 2014年1月 - マイナビ賃貸のテレビCMに出演。マイナビベア、ふなっしー、ふっかちゃんと共演。
- 2014年10月 - にしこくんの単独LINEスタンプが登場。
- 2014年12月 - 2冊目の書籍「いろいろ いろこくん -にしこくんとカラフルな仲間たち-」がポプラ社より出版された。作者は西尾有未である。
- 2015年9月 - にしこくん初のアート展「NISHIKOKUN展」が青山で開催。展示作品は全て西尾有未が手掛けた。
- 2016年2月 - 西国分寺の隆文堂に「にしこ本尊(国分寺史跡の土で作られた)」が祀られ、お守りやにしこくんの御朱印「にしこ朱印」が登場。
- 2016年7月 - 初の海外遠征を果たす。フランス・パリで開催される「JAPAN EXPO 2016」に出演。国分寺市から公式にPRを委任された。
- 2016年9月 - 武蔵国分寺本堂にて「西尾有未 NISHIKOKUN ART展」が開催。武蔵国分寺の歴史上初の個展開催となる。
- 2017年2月 - 渋谷のクラブLOUNGE NEOで初のアート・クラブイベントを開催。壁一面に投影されたVJは、にしこくん作者である西尾有未が演出。
- 2017年7月 - 国分寺の634展示室で3日間のポップアート展を開催。最終日にはにしこくんが登場。
- 2017年11月 - イギリス・ロンドンで開催される「HYPER JAPAN Cristmas Market 2017」に出演。初のイギリスのステージでパフォーマンスを行う。

## 企業コラボレーション
- 2012年4月 NTTタウンページ ゆるキャラビデオレターに登場。
- 2012年11月 第一屋製パン　パンブランドpanestとコラボレーション、「東京Xカレーパン」を発売した。
- 2012年11月 アメイジング・スパイダーマン（映画） - Blu-ray Disc・DVDの販売を記念して「ご当地キャラ大変身キャンペーン」が行われ、にしこくん他53のご当地キャラがスパイダーマンに変身した姿を映画の特設サイトなどで披露した。
- 2013年2月 十六茶（アサヒ飲料） 2013年2月5日より全国放送開始。全国のゆるキャラと新垣結衣が登場したCM。にしこくんは温泉編にて新垣結衣とセンターで登場。
- 2013年4月 道とん堀（お好み焼きチェーン） 「ご当地キャラクターコラボキャンペーン」が行われ、にしこくん他6キャラが参加の限定メニューを発表。にしこくんは南関東エリアを担当した。
- 2013年2月 プーリップ人形 渋谷パルコミュージアムで行われた「We♥Pullip 10th Anniversary Party」にてにしこくんとプーリップのコラボレーション人形が展示された。
- 2013年3月 アメーバブログ サイバーエージェントが提供するアメーバブログで、ゆるキャラでは初の公式ブロガーとなる。
- 2013年6月 ガンホー・オンライン・エンターテイメント ハートフルオンラインRPG「エミル・クロニクル・オンライン」とコラボレーション。
- 2013年6月 角川文庫 広告キャンペーンに起用される。
- 2013年8月 バンダイ カードダス 「にしこくんメモセットだブーン！」が商品化される。
- 2013年9月 ツタヤオンライン　映画バレットのDVD公式ページでのプロモーションでボブ・サップと共演
- 2014年1月 10日より全国放送開始されたマイナビ賃貸（マイナビ）のCMに登場。マイナビ賃貸のイメージキャラクター「マイナビベア」や、千葉県船橋市の非公認キャラクター「ふなっしー」、埼玉県深谷市のイメージキャラクター「ふっかちゃん」と共演した[8]。
- 2014年3月 クレディセゾン「頭は使いようカードも使いよう。」キャンペーンWEB CMに出演。にしこくんは、瓦を愛でるつもりが割ってしまうというハプニングを起こした。
- 2018年5月 資生堂 Agデオ24「「頑張る汗を24hoursサポートします。」プロジェクト キャンペーンCMに出演。

## 出演
- 2013年9月　映画「鷹の爪GO～美しきエリエール消臭プラス～」にカメオ出演。